# Organização Todt

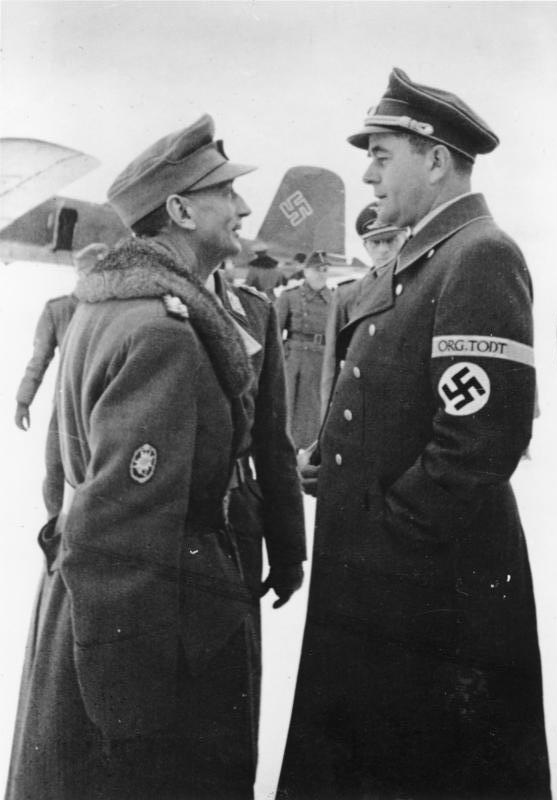
Eduard Dietl e Albert Speer em 1944.

Organização Todt (em alemão, Organisation Todt, OT) foi um grupo paramilitar de construção e engenharia criado na Alemanha, durante os anos do Terceiro Reich, por Fritz Todt, Ministro do Armamento e Munições do Reich (em alemão, Reichminister für Bewaffnung und Munition, RMfBM). Foi anexado ao exército e esteve ativo durante a Segunda Guerra Mundial.
A principal atividade da OT era a construção das infraestruturas de comunicações e de defesa alemãs. Quase todas as infraestruturas militares da Alemanha, durante a Segunda Guerra, foram construídas pela organização, incluindo fábricas de armamento, pontes, estradas, túneis, bunkers, abrigos antiaéreos para a população civil, torres antiaéreas, bases militares e campos de concentração. Além disso, a OT realizou também as obras necessárias ao reassentamento subterrâneo de plantas industriais. Foi, ainda, responsável pelas edificações da Muralha do Atlântico, das docas de submarinos e das estruturas de defesa alemãs na Itália, destacando-se a linha Gustav.
A Organização Todt empregava um pequeno número de conselheiros técnicos e engenheiros mas também um enorme número de trabalhadores estrangeiros. Desde o início da guerra, muitos trabalhadores forçados, prisioneiros de guerra e prisioneiros de campos de concentração foram empregados nas construções a cargo da OT. Entre 1943 e 1945, última fase do Reich, a organização também administrava a construção de campos de concentração que deveriam suprir, com trabalhadores forçados (1,5 milhão de pessoas, em 1944), as necessidades de mão de obra da indústria.

## História
A história da OT pode ser dividida em três fases. A primeira (1933 - 1938) é anterior à criação da organização propriamente dita. Fritz Todt era Inspetor Geral das Estradas Alemãs (Generalinspektor für das deutsche Straßenwesen) e sua responsabilidade principal era a construção da rede de Autobahn. Para isso, ele podia recorrer à mão de obra  proveniente da própria Alemanha, "recrutada" (de facto, forçada) pelo Serviço de Trabalho do Reich (Reichsarbeitsdienst, RAD).
A segunda fase começa em 1938, quando a Organização Todt é efetivamente criada, estendendo-se até fevereiro de 1942, quando Todt morre num acidente de avião. Em 1940, pouco depois da invasão da Polônia (1939), Todt seria nomeado Ministro de Armamento e Munições, e os projetos da OT tornaram-se quase que exclusivamente militares. O enorme aumento da demanda por mão de obra, suscitado pelos vários projetos militares e paramilitares, foi resolvido com uma série de ampliações da legislação relativa ao serviço obrigatório, o que afinal acabou por levar todos os alemães a trabalhar compulsoriamente para o Estado. De 1938 a 1940, mais de 1,75 milhão de alemães foram recrutados pelo Serviço de Trabalho. De 1940 a 1942, a Organização Todt começou a depender de Gastarbeitnehmer ('trabalhadores convidados'), Militärinternierte ('internados militares'), Zivilarbeiter ('trabalhadores civis'), Ostarbeiter ('trabalhadores orientais') e Hilfswillige ('trabalhadores voluntários').
A terceira fase se estende de 1942 até o fim da guerra, em 1945, quando Albert Speer sucede a Todt, e a OT é absorvida pelo renomeado e expandido Ministério do Armamento e da Produção Bélica do Reich (Reichsminister für Rüstung- und Kriegsproduktion). Aproximadamente 1,4 milhão de trabalhadores estavam a serviço da OT, sendo que 1% desses trabalhadores eram alemães inaptos para o serviço militar e 1,5% eram prisioneiros de campos de concentração; todo o restante do contingente era formado por prisioneiros de guerra e trabalhadores forçados de países ocupados. Todos eram efetivamente tratados como escravos, a serviço do Estado. Muitos não sobreviveram às duras condições de trabalho ou às circunstâncias da própria guerra.